# Hauenstein (kulle i Österrike)
Hauenstein är en kulle i Österrike.   Den ligger i distriktet Graz-Umgebung och förbundslandet Steiermark, i den östra delen av landet, 140 km sydväst om huvudstaden Wien. Toppen på Hauenstein är 704 meter över havet, eller 13 meter över den omgivande terrängen. Bredden vid basen är 0,64 km.
Terrängen runt Hauenstein är kuperad åt nordväst, men åt sydost är den platt. Runt Hauenstein är det ganska tätbefolkat, med 124 invånare per kvadratkilometer.. Närmaste större samhälle är Graz, 7,1 km söder om Hauenstein. 
I omgivningarna runt Hauenstein växer i huvudsak blandskog.